# Tourbière de Négarioux Malsagne
Tourbière de Négarioux Malsagne este o arie protejată (sit de importanță comunitară — SCI) din Franța întinsă pe o suprafață de 201 ha, integral pe uscat.

## Localizare
Centrul sitului Tourbière de Négarioux Malsagne este situat la coordonatele 45°43′43″N 2°01′43″E / 45.72861°N 2.02861°E.

## Înființare
Situl Tourbière de Négarioux Malsagne a fost declarat arie specială de conservare în baza directivei 92/43 din 1992 referitoare la conservarea habitatelor naturale și a faunei și florei sălbatice pentru a proteja 1 specie de plante și 3 specii de animale.

## Biodiversitate
Situată în ecoregiunea continentală, aria protejată conține 10 habitate naturale: Pajiști uscate europene, Formațiuni ierboase bogate în specii de Nardus, dezvoltate pe substraturi silicioase în zone montane (și în zone submontane, în Europa continentală), Mlaștini turboase de tranziție și turbării mișcătoare, Depresiuni pe substraturi de turbă de Rhynchosporion, Mlaștini împădurite, Pajiști cu Molinia pe soluri calcaroase, turboase sau argilos-nămoloase (Molinion caeruleae), Păduri de fag acidofile atlantice, cu subarboret de Ilex și, uneori, de asemenea, Taxus, la nivelul arbuștilor (Quercion robori-petraeae sau Ilici-Fagenion), Ape oligotrofe din câmpii nisipoase, cu un conținut foarte redus de minerale (Littorelletalia uniflorae), Mlaștini oligotrofe degradate, capabile încă de regenerare naturală, Turbării active.
La baza desemnării sitului se află mai multe specii protejate:
- plante (1): Bruchia vogesiaca
- mamifere (3): liliac cârn (Barbastella barbastellus), vidră de râu (Lutra lutra), liliac comun (Myotis myotis)

Pe lângă speciile protejate, pe teritoriul sitului au mai fost identificate 5 specii de plante, 31 de specii de păsări, 7 specii de amfibieni, 11 specii de mamifere, 14 specii de nevertebrate, 3 specii de reptile.